# Óbu
Óbu (japonsky 大府市) je město v prefektuře Aiči v Japonsku. K roku 2019 v něm žilo přes 92 tisíc obyvatel.

## Poloha a doprava
Óbu leží na Honšú, největším japonském ostrově, kde se nachází ve vnitrozemí u kořene poloostrova Čity jižně od Nagoji.
Přes Óbu prochází železniční trať Tokio – Kóbe a začíná zde železniční trať Óbu – Taketojo.

## Dějiny
Vesnice Óbu byla ustavena v rámci správní reformy 1. října 1889. Dne 1. května 1906 do ní byly včleněny sousední vesnice Jošida, Kjowa, Kitasaka, Jokote, Nagagusa a část Morioky.

### Rodáci
- Hidehiko Jošida (* 1969), džudista